# لوک (سگ)
لوک (انگلیسی: Luke the Dog) یک سگ استفوردشر تریر آمریکایی بود که بین سال‌های ۱۹۱۴ و ۱۹۲۰ بارها در فیلم‌های کوتاه کمدی صامت آمریکایی بازی می‌کرد. او همچنین حیوان خانگی شخصی مینتا دارفی و همسرش راسکو آرباکل بود.
لوک به مدت شش سال، در میان مخاطبان فیلم محبوبیت گسترده‌ای به دست آورد و در فیلم‌های یک و دو حلقه‌ای برای استودیو کی‌استون، شرکت فیلم‌سازی «کمیک»، و «جوزف ام. شنک پروداکشنز» ظاهر شد.
این سگ نه تنها با مینتا دارفی و راسکو آرباکل، بلکه با دیگر ستارگان و بهترین بازیکنان نقش‌های مکمل دوران صامت، از جمله میبل نورماند، باستر کیتون، اَل سنت جان، مالی مالون، جو رابرتز، بتی کامپسن و ادگار کندی همبازی بود. قابل اعتماد بودن و تجربهٔ لوک به‌عنوان یک سگِ بازیگر، برایش دستمزد بالایی را در طول زندگی حرفه‌ای‌اش به میزان ۱۵۰ دلار در هفته (۲۵۰۰ دلار در روزگار کنونی) به ارمغان آورد.
از فیلم‌هایی که وی در آن‌ها نقش داشته‌است، می‌توان به بخت عاشقان، سگ وفادار چاقالو، میبل و روز نظافت چاقالو، نقش جدید چاقالو، چاقالو و میبل سرگردان دریا، شاگرد قصاب، جزیره کنی، آشپز، کلانتر، دهاتی ساده‌لوح، گاراژ و مترسک اشاره نمود.